# Una ragione per morire
Reacher said, "Not a good idea."

"I need to."

"Could be dangerous."

"I hope it is. Some things are worth dying for."»
"Non è una buona idea" obiettò Reacher.

"Devo."

"Potrebbe essere pericoloso."

"Spero lo sia. Per certe cose vale la pena di morire."»
(Lee Child, Una ragione per morire, cap. 56)
Una ragione per morire (Worth Dying for) è un romanzo di Lee Child del 2010 e costituisce il quindicesimo capitolo della serie di Jack Reacher; in Italia è uscito nell'aprile 2013 per Longanesi. Il libro si è posizionanto al primo posto nella classifica del New York Times Book Review.
Il racconto è un thriller ambientato in una sperduta cittadina della campagna del Nebraska. Narra le imprese di Jack Reacher, eroe solitario e senza meta, per ristabilire la giustizia nella terra del mais dove la potente famiglia dei Duncan tiene in scacco la popolazione e conduce illeciti traffici internazionali.

## Trama
Sulla strada verso la Virginia per incontrare Susan Turner di "L'ora decisiva", Jack Reacher si ferma all'Apollo Inn, un motel fatiscente sperduto nella campagna del Nebraska. Al bar del motel è testimone involontario di una conversazione dove un dottore ubriaco si rifiuta di curare una donna, Eleanor, colpita da una grave emorragia al naso. Reacher sospetta maltrattamenti domestici e forza il dottore a farle visita offrendosi di guidare.
Lasciata la casa di Eleanor va a regolare i conti con il marito di lei, Seth, figlio adottivo della potente famiglia dei Duncan. Ciò dà inizio ad una caccia all'uomo in cui vengono coinvolti inizialmente sgherri locali e poi assassini professionisti della mafia internazionale con interessi nei traffici illeciti della famiglia Duncan.
Reacher trova temporaneo rifugio presso la casa di Dorothy Coe, madre di una bambina scomparsa nel nulla molto tempo prima; venuto a conoscenza della vicenda, Reacher decide di indagare per conto proprio.
Braccato da ogni parte, riesce a mettere fuori gioco a uno a uno i suoi inseguitori grazie alle sue doti innate di combattente, alle abilità sviluppate nell'esercito nonché ad un forte intuito e ad una notevole conoscenza della psiche umana.
Scoperto che l'attività di trasporto del mais è una copertura dei Duncan per un redditizio traffico di donne e bambini stranieri a beneficio della prostituzione e della pedofilia, Jack Reacher fa giustizia a modo suo lasciando sul campo solo corpi senza vita.

## Edizioni
- Lee Child, Una ragione per morire, traduzione di A. Tissoni, collana La Gaja scienza, Longanesi, 2013,  p. 376.